# Marie Adelaide Belloc Lowndes
Marie Adelaide Lowndes (de soltera, Belloc; 5 de agosto de 1868-14 de noviembre de 1947) fue una prolífica novelista inglesa. Activa profesionalmente desde 1904 hasta su fallecimiento, obtuvo su reputación literaria por combinar incidentes emocionantes con temáticas de interés psicológico. Su novela más famosa, The Lodger (1913), basada en los asesinatos de Jack el Destripador, ha sido llevada al cine en cinco ocasiones diferentes; la primera versión cinematográfica fue la película muda de Alfred Hitchcock The Lodger: A Story of the London Fog (1927). Otra de sus novelas, Letty Lynton (1931), fue la base para la película homónima de 1932, protagonizada por Joan Crawford.

## Biografía
Nacida en Marylebone, Londres y criada en La Celle-Saint-Cloud, Francia, Belloc Lowndes fue la hija mayor del abogado francés Louis Belloc y de la feminista inglesa Bessie Parkes. Su hermano menor era Hilaire Belloc. Su abuelo paterno era el pintor francés Jean-Hilaire Belloc y su bisabuelo materno, Joseph Priestley. En 1896 contrajo matrimonio con Frederic Sawrey Lowndes.
Su primera novela, The Heart of Penelope, fue publicada en 1904. A partir de entonces, publicó una novela, memorias u obras de teatro por año hasta 1946.
En la novela I, too, Have Lived in Arcadia, publicado en 1942, Belloc Lowndes relata la historia de la vida de su madre, compilada ampliamente a partir de viejas cartas familiares y sus propios recuerdos de sus primeros años de vida en Francia. 
Su novela más famosa es The Lodger, publicada en 1913. Basada en los asesinatos de Jack el Destripador, trata sobre una familia londinense que sospecha que su inquilino es un asesino misterioso conocido como "El Vengador". La novela fue llevada al cine en cinco ocasiones. La primera fue la película muda The Lodger: A Story of the London Fog dirigida por Alfred Hitchcock en 1927, seguida por la versión de Maurice Elvey en 1932, la de John Brahm en 1944, Man in the Attic en 1953, y la más reciente, de David Ondaatje, en 2009.
Falleció el 14 de noviembre de 1947 en la casa de su hija mayor, la condesa Iddesleigh (esposa del tercer Earl) en Eversley Cross, Hampshire. Fue sepultada en Francia, en La Celle-Saint-Cloud, cerca de Versalles, donde había pasado su juventud.

## Obras
- The Heart of Penelope (1904)
- Barbara Rebell (1905)
- The Pulse of Life (1906)
- Studies in Wives (1907)
- The Uttermost Farthing (1908)
- According to Meredith (1909)
- Studies in Wives. Short Stories (1909)
- When No Man Pursueth (1910)
- Jane Oglander (1911)
- Mary Pechell (1912)
- The Chink in the Armour (1912)
- The End of Her Honeymoon (1914)
- The Lodger (1913).
- Good old Anna (1915)
- The Red Cross Barge (1916)
- Lilla: a part of her life (1917)
- Out of the War (1918)
- The Lonely House (1919)
- From Out of the Vast Deep (1920)
- What Timmy Did (1921)
- Why They Married (1922)
- The Philanderer (1923)
- The Terriford Mystery (1924)
- Some Men and Women (1925)
- Afterwards (1925)
- Bread of Deceit (1925)
- What Really Happened (1926)
- Thou Shalt Not Kill (1927)
- The Story of Ivy (1927)
- Cressida: no mystery (1928)
- One of Those Ways (1929)
- Love's Revenge (1929)
- Key, a love drama in three acts (1930)
- Letty Lynton (1931) llevada al cine con MGM en 1932.
- Vanderlyn's Adventure (1931)
- Love is a Flame (1932)
- Jenny Newstead (1932)
- The Reason Why (1932)
- Dutchess Laura (1933)
- Another Man's Wife (1934)
- The Chianti Flask (1934)
- Who Rides on a Tiger (1935)
- The Second Key (1936)
- And Call it Accident (1936)
- The House by the Sea (1937)
- The Marriage Broker (1937)
- The Fortune of Bridget Malone (1937)
- Motive (1938)
- Empress Eugenie; a three-act play (1938)
- The Injured Lover (1939)
- Reckless Angel (1939)
- Lizzie Borden: A Study in Conjecture (1939)
- The Christine Diamond (1940)
- Before the Storm (1941)
- I too, have lived in Arcadia (resumen de Love and Childhood) (1941)
- What of the Night? (1942)
- Where Love and Friendship Dwelt (1943)
- The Labours of Hercules (1943)
- The Merry Wives of Westminster (1946)
- She Dwelt with Beauty (publicado póstumamente, 1949)